# Воденников, Дмитрий Борисович
Дмитрий Борисович Воде́нников (род. 22 декабря 1968, Москва) — российский поэт, прозаик, эссеист и радио-телеведущий. Лауреат премии «Книга года» в номинации «Поэзия года» (2019). Гран-при национальной литературной премии «Поэт года» (2023)

## Биография
Окончил филологический факультет Московского государственного педагогического института.
Свои первые стихи написал в 25 лет. Был отнесён критиками к направлению «новая искренность». В 2003 году был удостоен диплома премии «Московский счёт» за поэтический сборник «Мужчины тоже могут имитировать оргазм».
В 2007 году в рамках международного фестиваля (школа современного искусства) «Территория» избран королём поэтов.
С 2011 года как поэт замолчал, тогда и начал заниматься эссеистикой. Эссе публиковались в журналах «Русская жизнь», «Story», «Сноб», «Юность», в «Учительской газете», «Литературной газете», на сайтах millionaire.ru, Sovlit, Storytel, Gazeta.ru.
В 2020 году начал вновь сочинять стихи, на сайте Colta.ru вышла подборка стихов «После перерыва». В 2023 году были опубликованы следующие поэтические циклы: «Странно избранные» («Литературная газета»), «Стихи старика» («Независимая газета»), «Птичий цикл» (Story.ru).
В разные годы был автором и ведущим программ о литературе на «Радио России» и радио «Культура»: «Записки неофита», «Своя колокольня», «Свободный вход», «Воскресная лапша», а также «Поэтический минимум», которая выходит на радио «Культура» и в настоящее время.
Записал цикл программ с современными поэтами для телеканала ОТР. Выступает в качестве эксперта на телеканале «Культура» в программах «Книги. Подробно» и «Наблюдатель».
Сотрудничал с музыкальными группами и композиторами («Пластинка мсье Ф.», «Rock’o’Co», «4`33», «Ёлочные игрушки», «Вуаеры», «Рада и Терновник»).
Выпустил несколько дисков авторского чтения под музыку: «Воденников не для всех», «Второй диск», «Live» (концертный альбом с группой «Rock’o’Co»).
Выступал с лекциями на русском языке о литературе и поэзии в странах СНГ, а также в Великобритании, Германии, Голландии, Израиле, Мексике.
Был преподавателем школы литературного мастерства Татьяны Толстой и Марии Голованивской «Хороший текст».
Автор многих книг, вышедших в издательствах «ОГИ», «Рипол Классик», «Пушкинский фонд», «Эксмо», «АСТ» и др.; переводился на английский, немецкий, французский, польский, чешский, испанский, каталанский, итальянский, боснийский языки.
В настоящее время ведёт поэтический мастер-класс в школе писательского мастерства «Пишем на крышах» при редакции журнала «Вопросы литературы».
C 2024 глава экспертного совета литературного интернет - журнала TERANTELLA .
Живёт в Москве.

### Стихи в антологиях
- Строфы века: Антология русской поэзии. Составитель: Евгений Евтушенко. Редактор: Е. В. Витковский. М.: Полифакт, 1999 г. Серия: Итоги века. Взгляд из России. Тираж: 5000 экз. — 1056 с. ISBN 5-89356-006-X
- 10/30. Стихи тридцатилетних. — М.: МК-Периодика, 2002. — 160 с. — ISBN 5-94669-034-5.
- Девять измерений. Антология новейшей русской поэзии. — М.: Новое литературное обозрение, 2004. — 408 с. — ISBN 5-86793-299-0.
- Русские стихи 1950—2000 годов. Антология (первое приближение). В двух томах. — М.: Летний сад, 2010. — 920 с. + 896 с. — ISBN 978-5-98856-110-1 (т. 1-2)
- Книга, ради которой объединились поэты, объединить которых невозможно. — М.: Рипол Классик, 2010. — 272 с. — ISBN 978-5-386-02348-5.
- Современная поэзия от авторов. Антология современной поэзии в авторском исполнении (аудиокнига MP3). Второй выпуск. — МедиаКнига, 2010.

### Эссе в сборниках
- Статья о Марине Цветаевой в сборнике: Литературная матрица. Учебник, написанный писателями. В 2 томах. — СПб.: Лимбус Пресс, 2010. — 464 с. + 792 с. — ISBN 978-5-8370-0607-4.
- Эссе «Исповедь китайского лиса-оборотня» в сборнике: Лисья Честность: [сборник рассказов] — М.: АСТ: Астрель; Владимир: ВКТ, 2010. — 312 с. — ISBN 978-5-17-064927-3.
- Стоп-кадр. Ностальгия: рассказы, эссе . / Составители С.Николаевич, Е.Шубина. — М.: АСТ: Редакция Елены Шубиной, 2015 г.— 476 с. — ISBN 978-5-17-090305-4
- Большие чувства. Азбучные истины / сост. М. К. Голованивская. — Москва: Клевер-Медиа-Групп, 2017 г.— 138 с.: илл. — ISBN 978-5-906899-39-2
- 33 отеля, или Здравствуй, красивая жизнь: рассказы, эссе . / Составители С.Николаевич, Е.Шубина. — М.: АСТ: Редакция Елены Шубиной, 2018 г.— 432 с. — ISBN 978-5-17-107938-3
- Счастье-то какое: рассказы. / Составитель Майя Кучерская. — М.: АСТ: Редакция Елены Шубиной, 2018 г. — 432 с. — ISBN 978-5-17-107201-8
- Как написать Хороший Текст. Главные лекции / авт.-сост. Р.Орлова. — М.: Эксмо, 2019. — 224 с. — ISBN 978-5-04-101007-2
- Птичий рынок: рассказы. / Составители Е.Шубина, А.Шлыкова. — М.: АСТ: Редакция Елены Шубиной, 2019 г. — 445 с. — ISBN 978-5-17-116179-8
- Без очереди. Сцены советской жизни в рассказах современных писателей: рассказы, эссе . / Составители Д.Сапрыкина, Е.Шубина. — М.: АСТ: Редакция Елены Шубиной, 2022 г.— 528 с. — ISBN 978-5-17-137571-3
- Александр Тимофеевский, Татьяна Толстая. Истребление персиян. — М.: АСТ: Редакция Елены Шубиной, 2023 г.— 432 с. — ISBN 978-5-17-152606-1

## Литературные премии
- 1999 — шорт-лист премии Андрея Белого и премии Антибукер (книга стихов «Holiday»).
- 2003 — диплом премии «Московский счёт» (за поэтический сборник «Мужчины тоже могут имитировать оргазм»).
- 2019 — премия «Книга года» в номинации «Поэзия года» (за сборник стихов и поэм «Небесная лиса»).

## Цитаты
Итак, стихи — всего лишь «трамплин». Подлинное, без кавычек, творчество Воденникова — созидание «Воденникова», то самое «Я», что будет способно жить.
Это не жизнетворчество символистов или футуристов. Не перформанс длиною в биографию. Скорее — самотворение, работа гусеницы над куколкой (при полном понимании того, что родившаясь из куколки бабочка будет уже не она, не гусеница).
Короче говоря, перед нами очередной утопический проект, прекрасный в своей безнадежности...

Что до стихов, то получилось: ничего я так и не написал. К чему писать о трамплине — интересней о прыгуне с трамплина.
— Данила Давыдов. «Эмигрантская лира» № 3. 2022